# Гибридные транскрипты
Гибридные транскрипты — это химерная РНК, образовавшаяся при транскрипции гибридного гена или из двух разных генов в процессе транс-сплайсинга. Некоторые гибридные транскрипты синтезируются раковыми клетками, и обнаружение такого рода транскриптов является частью рутиной диагностики определённых видов рака.